# Ampelmännchen
Ampelmännchen (dansk: ~ Små trafiklysmænd) er navnet på det symbol – den "mand" – der vises i trafiklysene ved fodgængerovergangene i det tidligere DDR. Det røde Ampelmännchen rækker armene ud og signalerer "stå". Det grønne tager et skridt og signalerer "gå".
Symbolet blev udviklet i 1961 af trafikpsykologen Karl Peglau. Han mente, at folk ville reagere bedre på trafiksignalerne, hvis de blev mødt af en venlig figur frem for de traditionelle farvede lys. Formen på Ampelmännchen er standardiseret og minder grundlæggende om dem, man ser i andre lande. Før Tysklands genforening anvendtes dog vidt forskellige symboler i Vesttyskland og DDR, bl.a. bar DDR's Ampelmännchen en hat. Senere blev Ampelmännchen en karakter i et tv-program i DDR, der blev brugt til køreundervisning.
Efter Tysklands genforening i 1990, var der forslag om at standardisere alle trafiksignaler, hvilket førte til krav om at bevare den østtyske Ampelmännchen. Efterhånden blev den et symbol på den østtyske nostalgiske bevægelse, kaldet Ostalgie, ligesom den i dag er et yndet motiv på souvenirs. Man valgte at beholde Ampelmännchen, og indførte sågar figuren i fodgængerovergange i det tidligere Vestberlin. Byer som Saarbrücken og Heidelberg har senere kopieret designet, og i 2004 lancerede Zwickau det kvindelige modstykke; "Ampelfrau".